# Saint-Paul-lès-Monestier
Saint-Paul-lès-Monestier là một xã của tỉnh Isère, thuộc vùng Rhône-Alpes, đông nam nước Pháp.